# Charles G. Finney
Charles Grandison Finney (Sedalia, Misuri, 1 de diciembre de 1905 - Pima, Arizona, 16 de abril de 1984) fue un periodista estadounidense, conocido sobre todo por su faceta como escritor de literatura fantástica. Su novela más importante, El circo del Dr. Lao (1935), influyó mucho en otros escritores y fue adaptada al cine en 1964. Sus relatos se publicaron en revistas tan prestigiosas como The New Yorker o Harper's Magazine.

## Biografía
Sus padres le pusieron su nombre en honor al predicador evangélico homónimo del siglo XIX, con quien compartía apellidos. Estudió en la Universidad de Misuri. Entre 1927 y 1929 vivió en China, como miembro de la Compañía E del 15º Regimiento de Infantería del Ejército de los Estados Unidos. Fue en Tianjin donde (según contó él mismo en sus memorias) concibió la novela que le haría más popular: El circo del doctor Lao, por la que recibió el Premio Nacional del Libro en 1935. Tras su servicio de armas, regresó a Estados Unidos y trabajó entre 1930 y 1970 en el periódico Arizona Daily Star de Tucson.
Muchos papeles personales de Finney (incluidas su correspondencia y sus fotografías) se conservan en la Universidad de Arizona. Aquí están, por ejemplo, los mecanoscritos originales de sus obras A Sermon at Casa Grande, Isabelle the Inscrutable, Murder with Feathers, The Night Crawler, Private Prince, An Anabasis in Minor Key, The Old China Hands y The Ghosts of Manacle.

## Legado
La obra de Finney, especialmente El circo del Dr. Lao, ha influido poderosamente en otros autores de literatura fantástica. Ray Bradbury la incluyó en su antología El circo del Dr. Lao y otras historias improbables y la homenajeó en su novela La feria de las tinieblas. Otros autores han declarado también su admiración por Finney y han escrito obras deudoras de sus personajes, estilo o situaciones, como Arthur Calder-Marshall en The Fair to Middling (1959), Tom Reamy en Blind Voices (1978), Peter S. Beagle en El último unicornio (1968) y Jonathan Lethem en Chronic City (2009).

## Adaptación cinematográfia
El circo del Dr. Lao fue adaptada al cine en 1964 con el título de Las 7 caras del Dr. Lao (el título original en inglés fue 7 Faces of Dr. Lao). El director fue George Pal, el escritor Charles Beaumont se encargó del guion y el actor protagonista fue Tony Randall. La película fue candidata al Óscar a los mejores efectos especiales en 1964 y su maquillador (William J. Tuttle) ganó un Óscar honorífico por su trabajo en esta película.